# Руська національна гвардія

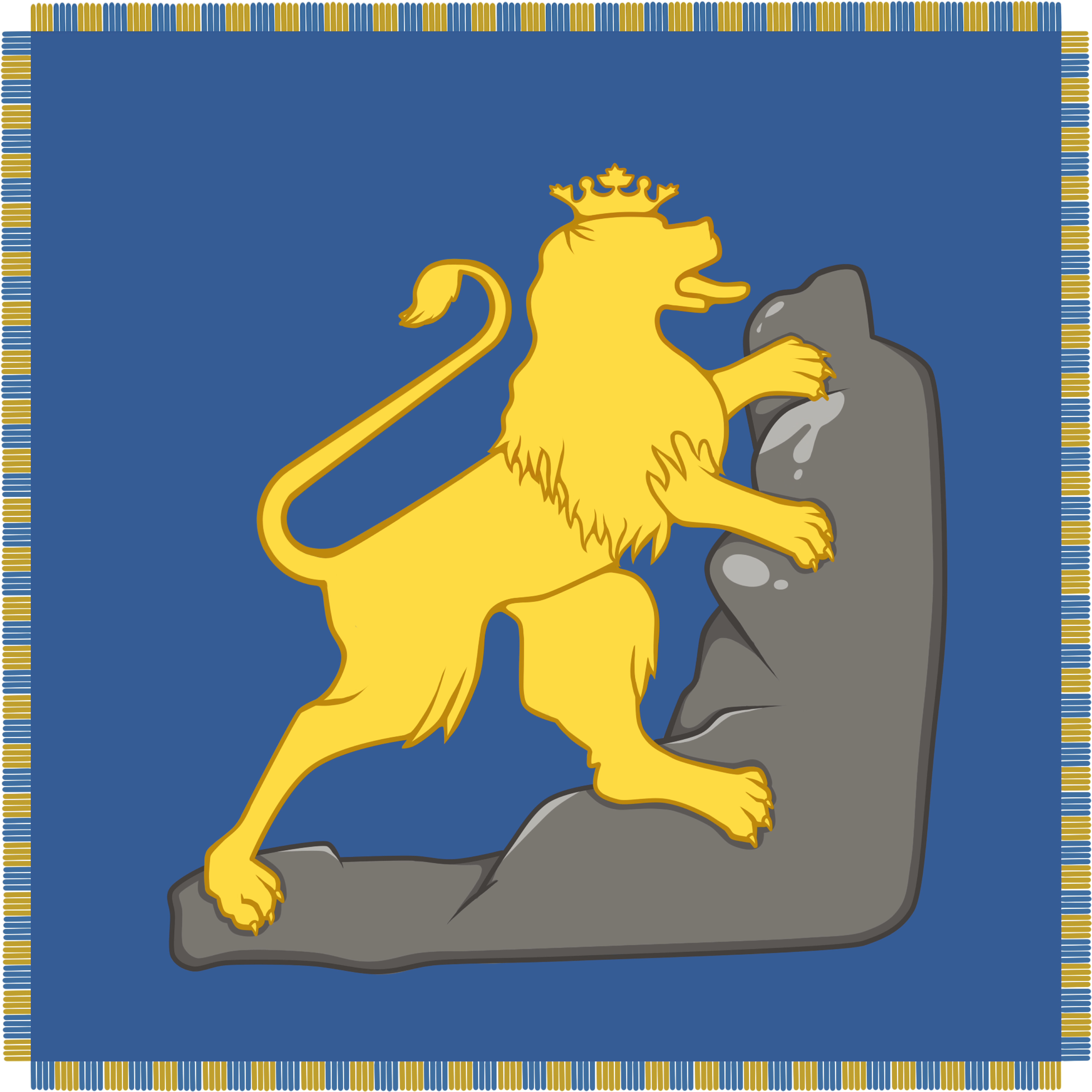
Прапор Руської національної гвардії з Яворова (1848 рік)

Руська національна гвардія — руська (українська) етнонаціональна військова організація, що діяла в квітні-листопаді 1848 року на теренах Австрійської Галичини. Створена в ході революції 1848 року, з дозволу імператора Фердинанда. Формувалася з русинів-добровольців, керувалася Головною Руською Радою. Підрозділи гвардії існували лише  в кількох містах, де було численніше русинське (українське) населення, а саме у Стрию, Жовкві, Бережанах, Тернополі та Яворові. В інших містах діяла Польська Національна гвардія. Майже всюди ці гвардії зустріли перепони з боку урядових кіл і не розвинули широкої діяльності. У 1849 р. окремо від руської гвардії було створено добровольчий батальйон руських гірських стрільців у кількості 1400 осіб, що також призначався для боротьби проти угорської революції. Усі ці формування мали український характер: народний одяг, українські відзнаки, пісні тощо. Національними барвами гвардії були жовтий і синій, а прапором — золотий лев на синьому тлі. Руські збройні формування брали участь на боці німецько-австрійської влади у придушенні польського і мадярського національно-визвольного рухів.